# NGC 4437
NGC 4437 (ook wel NGC 4517) is een spiraalvormig sterrenstelsel in het sterrenbeeld Maagd. Het hemelobject werd op 22 februari 1784 ontdekt door de Duits-Britse astronoom William Herschel. Op 14 april 1828 werd het nogmaals gelokaliseerd door zijn zoon, de Britse astronoom John Herschel, die echter 5 graden te veel naar het westen zat met zijn lokalisatie. De overeenkomsten tussen de metingen laat echter zien dat hetzelfde object werd geobserveerd. Het hemelobject ligt in de buurt van NGC 4517A.

## Synoniemen
- NGC 4517
- IRAS12301+0023
- UGC 7694
- FGC 1455
- MCG 0-32-20
- ZWG 14.63
- KCPG 344B
- UM 505
- PGC 41618